# Ki Hong Lee

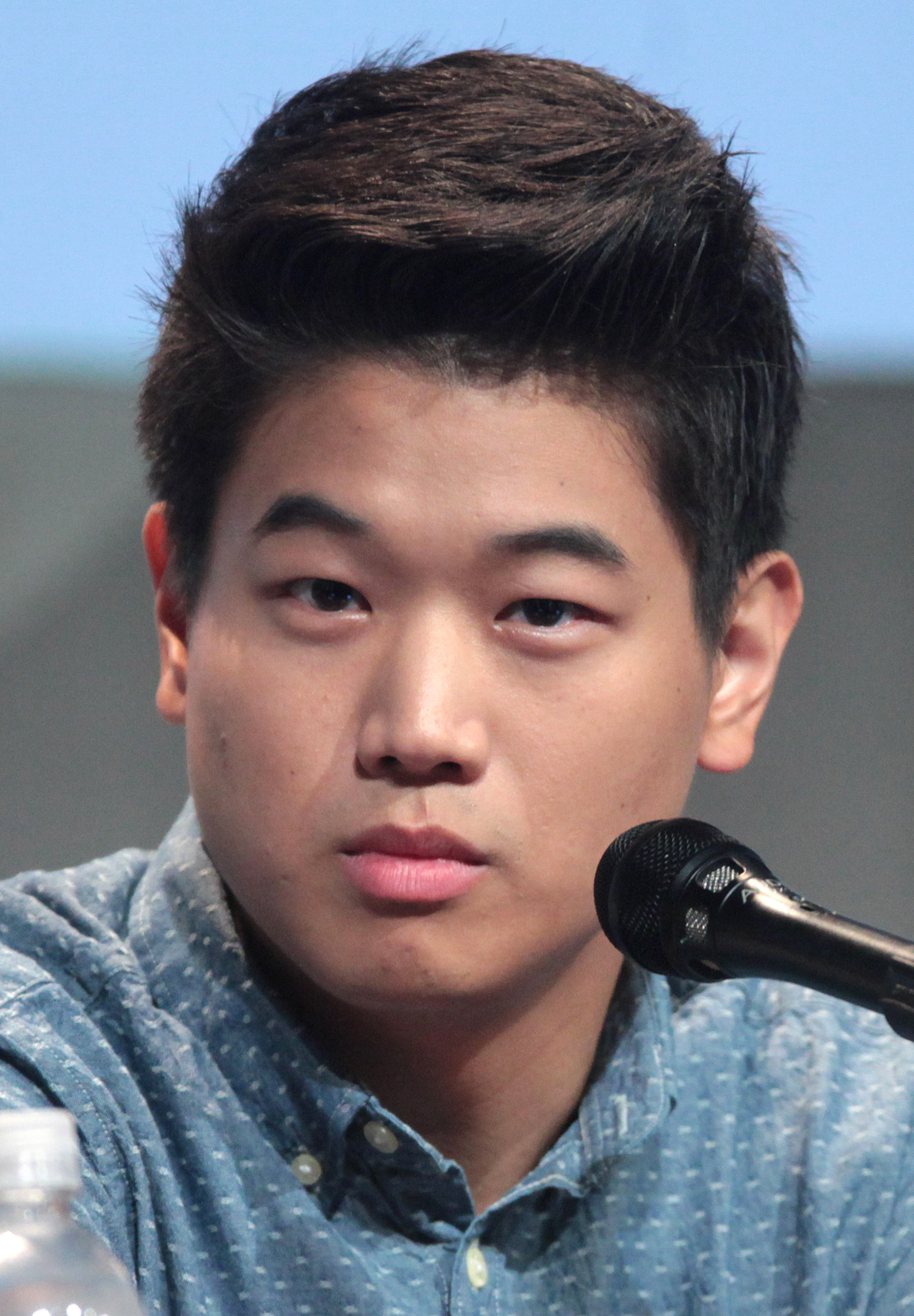
Ki Hong Lee (2015)

Ki Hong Lee (kor.: 이기홍; * 30. September 1986 in Seoul, Südkorea) ist ein koreanisch-US-amerikanischer Schauspieler.

## Leben
Ki Hong Lee wurde im September 1986 in Seoul geboren. Dort wuchs er bis zu seinem 6. Lebensjahr auf, bevor er und seine Familie nach Auckland, Neuseeland, auswanderten. Lee lernte dort die englische Sprache. Zwei Jahre später zog die Familie nach Los Angeles. Von 2004 bis 2008 besuchte er die University of California, Berkeley.
Sein Schauspieldebüt gab er 2010 in einer Reihe von Gastauftritten in den Fernsehserien Victorious, The Secret Life of the American Teenager und Modern Family. Lee erhielt 2011 eine Hauptrolle in der kurzlebigen ABC-Family-Fernsehserie The Nine Lives of Chloe King als Paul. Anschließend hatte er weitere Gastauftritte inne und war in einigen Kurzfilmen der Wong Fu Productions zu sehen.
Sein internationaler Durchbruch gelang Lee 2014 mit der Rolle des Minho in dem Science-Fiction-Film Maze Runner – Die Auserwählten im Labyrinth, der auf dem Roman Die Auserwählten – Im Labyrinth von James Dashner basiert. Auch in der 2015 erscheinenden Fortsetzung Maze Runner – Die Auserwählten in der Brandwüste war er wieder zu sehen, ebenso 2018 in Maze Runner – Die Auserwählten in der Todeszone.
Am 7. März 2015 heiratete er Ha Young Choi.

## Filmografie (Auswahl)
- 2010: Victorious (Fernsehserie, Episode 1x07)
- 2010: The Secret Life of the American Teenager (Fernsehserie, Episode 3x05)
- 2010: Modern Family (Fernsehserie, Episode 2x09)
- 2011: The Nine Lives of Chloe King (Fernsehserie, 10 Episoden)
- 2011: New Girl (Fernsehserie, Episode 1x07)
- 2012: The Client List (Fernsehserie, Episode 1x02)
- 2012: MotherLover (Fernsehserie, 6 Episoden)
- 2013: Blue Bloods – Crime Scene New York (Blue Bloods, Fernsehserie, Episode 4x04)
- 2014: Navy CIS  (NCIS, Fernsehserie, Episode 11x15)
- 2014: Maze Runner – Die Auserwählten im Labyrinth (The Maze Runner)
- 2015: Unbreakable Kimmy Schmidt (Fernsehserie, 5 Episoden)
- 2015: The Stanford Prison Experiment
- 2015: Maze Runner – Die Auserwählten in der Brandwüste (Maze Runner: Scorch Trials)
- 2017: Wish Upon
- 2018: Maze Runner – Die Auserwählten in der Todeszone (Maze Runner: The Death Cure)
- 2019: Whiskey Cavalier